# Oblatfäderna

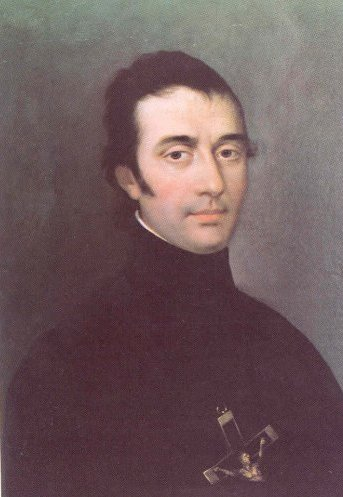
Grundaren Eugène de Mazenod.

Oblati Mariae Immaculatae (OMI), är en romersk-katolsk missionsorden bestående av präster och lekbröder. Dess officiella namn kan översättas med Marie obefläckade avelses oblater.
Orden grundades i franska Aix-en-Provence i januari 1816. Grundaren, Eugène de Mazenod (1782–1861), var präst i ärkestiftet Marseille och blev ordens förste generalsuperior. Orden stadfästes av Leo XII den 17 februari 1826. Dess syfte var ursprungligen att bidra till en religiös renässans i Aix-området, efter franska revolutionens religionsförföljelser och Napoleonkrigens oro. Orden växte och kom att utvecklas till en missionsorden med åtskilliga ordenshus i bland annat Kanada.
Eugène de Mazenod biskopsvigdes 1837. Han helgonförklarades 1995 av påven Johannes Paulus II.
Orden är även verksam i Sverige, Danmark och Norge. Biskop John Taylor, romersk-katolsk stiftsbiskop i Sverige under åren 1962–1976, var oblatpater.